# Richard Benedict
Richard Benedict, nato Riccardo Benedetto (Palermo, 8 gennaio 1920 – Studio City, 25 aprile 1984), è stato un attore e regista statunitense di origine italiana.
Padre dell'attore Nick Benedict, recitò in oltre 50 film e in oltre 60 produzioni televisive. Fu accreditato anche con i nomi Riccardo Benedetto, Dick Benedict e Rich Benedict.

## Biografia
Apparve in decine di programmi televisivi e film dal 1940 al 1960. Tra le sue partecipazioni cinematografiche di rilievo, da ricordare quella nel dramma L'asso nella manica (1951), per la regia di Billy Wilder, in cui interpretò il ruolo di Leo Minosa, l'uomo che rimane intrappolato in una vecchia miniera nella cittadina di frontiera di Albuquerque e la cui vicenda è oggetto di un clamoroso interesse mediatico orchestrato da un giornalista senza scrupoli (Kirk Douglas).
Benedict apparve inoltre accanto a Frank Sinatra e al Rat Pack nel film Colpo grosso (1960), nel ruolo di uno dei componenti della banda che intende svaligiare in contemporanea cinque casinò di Las Vegas nella stessa notte. Interpretò inoltre la parte del comandante della nave di salvataggio su Marte nel B movie di fantascienza Il mostro dell'astronave (1958).
Tra le numerose apparizioni televisive, quelle nei telefilm Adventures of Superman, Il cavaliere solitario, Perry Mason, Zorro, Dragnet, Peter Gunn e Hawaii Squadra Cinque Zero. Passato dietro la macchina da presa, diresse numerosi episodi di serie televisive e anche un film per il grande schermo, Il trafficante di Manila (1969), interpretato da Burt Reynolds.

## Filmografia

### Attore

#### Cinema
- Vittoria alata (Winged Victory), regia di George Cukor (1944)
- See My Lawyer, regia di Edward F. Cline (1945)
- Salerno, ora X (A Walk in the Sun), regia di Lewis Milestone (1945)
- Eroi nell'ombra (O.S.S.), regia di Irving Pichel (1946)
- Il bandito senza nome (Somewhere in the Night), regia di Joseph L. Mankiewicz (1946)
- Anime ferite (Till the End of Time), regia di Edward Dmytryk (1946)
- Backlash, regia di Eugene Forde (1947)
- La colpa di Janet Ames (The Guilt of Janet Ames), regia di Henry Levin (1947)
- Seven Were Saved, regia di William H. Pine (1947)
- Odio implacabile (Crossfire), regia di Edward Dmytryk (1947)
- The Arizona Ranger, regia di John Rawlins (1948)
- Labbra avvelenate (Race Street), regia di Edwin L. Marin (1948)
- Allarme polizia! (Smart Girls Don't Talk), regia di Richard L. Bare (1948)
- Fiori nel fango (Shockproof), regia di Douglas Sirk (1949)
- Omicidio (Homicide), regia di Felix Jacoves (1949)
- Malerba (City Across the River), regia di Maxwell Shane (1949)
- Streets of San Francisco, regia di George Blair (1949)
- Omoo-Omoo the Shark God, regia di Leon Leonard (1949)
- La finestra socchiusa (The Window), regia di Ted Tetzlaff (1949)
- La mano deforme (Scene of the Crime), regia di Roy Rowland (1949)
- Post Office Investigator, regia di George Blair (1949)
- Angels in Disguise, regia di Jean Yarbrough (1949)
- Destination Big House, regia di George Blair (1950)
- State Penitentiary, regia di Lew Landers (1950)
- Triple Trouble, regia di Jean Yarbrough (1950)
- Rookie Fireman, regia di Seymour Friedman (1950)
- Tortura (Inside the Walls of Folsom Prison), regia di Crane Wilbur (1951)
- L'asso nella manica (Ace in the Hole), regia di Billy Wilder (1951)
- Let's Go Navy!, regia di William Beaudine (1951)
- Okinawa, regia di Leigh Jason (1952)
- L'impero dei gangster (Hoodlum Empire), regia di Joseph Kane (1952)
- Il pugilatore di Sing Sing (Breakdown), regia di Edmond Angelo (1952)
- Woman in the Dark, regia di George Blair (1952)
- Jalopy, regia di William Beaudine (1953)
- I perseguitati (The Juggler), regia di Edward Dmytryk (1953)
- Murder Without Tears, regia di William Beaudine (1953)
- Run for the Hills, regia di Lew Landers (1953)
- Atto d'amore (Un acte d'amour), regia di Anatole Litvak (1953)
- The Big Tip Off, regia di Frank McDonald (1955)
- La figlia di Caino (The Shrike), regia di José Ferrer (1955)
- Spy Chasers, regia di Edward Bernds (1955)
- Wiretapper, regia di Dick Ross (1955)
- Colui che rise per ultimo (He Laughed Last), regia di Blake Edwards (1956)
- Furia omicida (The Man Is Armed), regia di Franklin Adreon (1956)
- Spring Reunion, regia di Robert Pirosh (1957)
- Quando la bestia urla (Monkey on My Back), regia di André De Toth (1957)
- Beginning of the End, regia di Bert I. Gordon (1957)
- Mezzanotte a San Francisco (The Midnight Story), regia di Joseph Pevney (1957)
- Il mostro dell'astronave (It! The Terror from Beyond Space), regia di Edward L. Cahn (1958)
- I'll Give My Life, regia di William F. Claxton (1960)
- Colpo grosso (Ocean's Eleven), regia di Lewis Milestone (1960)
- Ada Dallas (Ada), regia di Daniel Mann (1961)
- Mike and the Mermaid, regia di Richard Benedict (1964)
- La calda notte (A Swingin' Summer), regia di Robert Sparr (1965)
- Il trafficante di Manila (Impasse), regia di Richard Benedict (1969)
- Dai... muoviti (Move), regia di Stuart Rosenberg (1970)
- Bloody Trail, regia di Richard Robinson (1972)
- Disconnected, regia di Gorman Bechard (1984)

#### Televisione
- Stars Over Hollywood – serie TV, 2 episodi (1951)
- Squadra mobile (Racket Squad) – serie TV, 2 episodi (1951-1953)
- Adventures of Superman – serie TV, 3 episodi (1952-1957)
- Gang Busters – serie TV, un episodio (1952)
- Your Favorite Story – serie TV, un episodio (1953)
- General Electric Theater – serie TV, episodio 2x05 (1953)
- I segreti della metropoli (Big Town) – serie TV, un episodio (1953)
- I Led 3 Lives – serie TV, un episodio (1954)
- Cavalcade of America – serie TV, un episodio (1954)
- Lux Video Theatre – serie TV, 2 episodi (1954)
- Schlitz Playhouse of Stars – serie TV, un episodio (1954)
- The Adventures of Falcon – serie TV, 2 episodi (1954)
- The Lone Wolf – serie TV, 1 episodio (1954)
- Waterfront – serie TV, 1 episodio (1954)
- Navy Log – serie TV, episodi 1x07-1x19 (1955-1956)
- The Whistler – serie TV, episodio 1x36 (1955)
- The Eddie Cantor Comedy Theater – serie TV, un episodio (1955)
- Celebrity Playhouse – serie TV, episodio 1x02 (1955)
- Dragnet – serie TV, 3 episodi (1956-1959)
- Ethel Barrymore Theater – serie TV, un episodio (1956)
- The Adventures of Jim Bowie – serie TV, un episodio (1956)
- Tales of the Texas Rangers – serie TV, 2 episodi (1957-1958)
- Official Detective – serie TV, un episodio (1957)
- Il cavaliere solitario (The Lone Ranger) – serie TV, un episodio (1957)
- Corky, il ragazzo del circo (Circus Boy) – serie TV, episodio 1x30 (1957)
- The George Sanders Mystery Theater – serie TV, un episodio (1957)
- The Walter Winchell File – serie TV, un episodio (1957)
- Mike Hammer – serie TV, 2 episodi (1958-1959)
- Perry Mason – serie TV, un episodio (1958)
- Harbor Command – serie TV, episodio 1x23 (1958)
- Zorro – serie TV, un episodio (1958)
- Target – serie TV, episodio 1x25 (1958)
- Alfred Hitchcock presenta (Alfred Hitchcock Presents) – serie TV, un episodio (1958)
- Steve Canyon – serie TV, un episodio (1958)
- La pattuglia della strada (Highway Patrol) – serie TV, 2 episodi (1958)
- Peter Gunn – serie TV, episodi 1x38-3x05 (1959-1960)
- Il tenente Ballinger (M Squad) – serie TV, un episodio (1959)
- FBI contro Al Capone (The Scarface Mob) – film TV (1959)
- David Niven Show (The David Niven Show) – serie TV, episodio 1x03 (1959)
- Westinghouse Desilu Playhouse – serie TV, episodi 1x20-1x21 (1959)
- The Lawless Years – serie TV, un episodio (1959)
- Rescue 8 – serie TV, episodio 2x01 (1959)
- Lock-Up – serie TV, episodio 1x02 (1959)
- Gli intoccabili (The Untouchables) – serie TV, 2 episodi (1959)
- Man with a Camera – serie TV, episodio 2x14 (1960)
- The Betty Hutton Show – serie TV, un episodio (1960)
- Sugarfoot – serie TV, un episodio (1960)
- Hawaiian Eye – serie TV, 3 episodi (1961-1962)
- Surfside 6 – serie TV, 4 episodi (1961-1962)
- Le leggendarie imprese di Wyatt Earp (The Life and Legend of Wyatt Earp) – serie TV, un episodio (1961)
- The Roaring 20's – serie TV, un episodio (1961)
- Tallahassee 7000 – serie TV, un episodio (1961)
- Miami Undercover – serie TV, 2 episodi (1961)
- Bronco – serie TV, un episodio (1961)
- Lawman – serie TV, un episodio (1961)
- G.E. True – serie TV, un episodio (1963)
- Sotto accusa (Arrest and Trial) – serie TV, episodio 1x04 (1963)
- Hawaii squadra cinque zero (Hawaii Five-O) – serie TV, un episodio (1968)
- The Outsider – serie TV, episodio 1x24 (1969)
- Ironside – serie TV, un episodio (1969)
- Ghost Story – serie TV, un episodio (1972)
- Pepper Anderson agente speciale (Police Woman) – serie TV, un episodio (1974)
- Sulle strade della California (Police Story) – serie TV, un episodio (1975)
- Flannery and Quilt – film TV (1976)
- A tutte le auto della polizia (The Rookies) – serie TV, un episodio (1976)
- Mark, I Love You – film TV (1980)
- Trapper John (Trapper John, M.D.) – serie TV, un episodio (1980)

### Regista
- The Roaring 20's – serie TV, un episodio (1962)
- Lawman – serie TV, 2 episodi (1961-1962)
- Hawaiian Eye – serie TV, 5 episodi (1961-1963)
- Bronco – serie TV, un episodio (1962)
- Surfside 6 – serie TV, 2 episodi (1962)
- Saints and Sinners – serie TV, un episodio (1962)
- Mike and the Mermaid (1964)
- I giorni di Bryan (Run for Your Life) – serie TV, 15 episodi (1965-1967)
- Il virginiano (The Virginian) – serie TV, 3 episodi (1965-1970)
- Winter A-Go-Go (1965)
- Laredo – serie TV, un episodio (1966)
- Le spie (I Spy) – serie TV, un episodio (1966)
- Twelve O'Clock High – serie TV, un episodio (1966)
- Iron Horse – serie TV, un episodio (1966)
- Hawk l'indiano (Hawk) – serie TV, 2 episodi (1966)
- Combat! – serie TV, 2 episodi (1966)
- Ai confini dell'Arizona (The High Chaparral) – serie TV, 4 episodi (1967-1968)
- Missione Impossibile (Mission: Impossible) – serie TV, 3 episodi (1967-1969)
- Il fuggiasco (The Fugitive) – serie TV, un episodio (1967)
- Gli invasori (The Invaders) – serie TV, 2 episodi (1967)
- Organizzazione U.N.C.L.E. (The Man from U.N.C.L.E.) – serie TV, un episodio (1967)
- Hawaii squadra cinque zero (Hawaii Five-O) – serie TV, 11 episodi (1968-1978)
- N.Y.P.D. – serie TV, un episodio (1968)
- Ironside – serie TV, 4 episodi (1969-1970)
- The Outsider – serie TV, 2 episodi (1969)
- Il trafficante di Manila (Impasse) (1969)
- Get Smart - Un detective tutto da ridere (Get Smart) – serie TV, 2 episodi (1969)
- Marcus Welby (Marcus Welby, M.D.) – serie TV, 2 episodi (1969)
- Medical Center – serie TV, 5 episodi (1970-1972)
- The Bold Ones: The Lawyers – serie TV, un episodio (1970)
- Due onesti fuorilegge (Alias Smith and Jones) – serie TV, 3 episodi (1971-1972)
- The Partners – serie TV, 3 episodi (1971-1972)
- Mistero in galleria (Night Gallery) – serie TV, un episodio (1971)
- I nuovi medici (The Bold Ones: The New Doctors) – serie TV, un episodio (1971)
- Dan August – serie TV, 2 episodi (1971)
- Adventures of Flash Beaver (1972)
- Mannix – serie TV, un episodio (1972)
- Sulle strade della California (Police Story) – serie TV, 8 episodi (1973-1975)
- Harry O – serie TV (1973)
- Pepper Anderson agente speciale (Police Woman) – serie TV, 4 episodi (1974-1978)
- Apple's Way – serie TV (1974)
- Movin' On – serie TV, un episodio (1974)
- Lucas Tanner – serie TV, un episodio (1975)
- Matt Helm – serie TV, un episodio (1975)
- Lotta per la vita (Medical Story) – serie TV, un episodio (1975)
- Poliziotto di quartiere (The Blue Knight) – serie TV, un episodio (1976)
- A tutte le auto della polizia (The Rookies) – serie TV, 2 episodi (1976)
- S.W.A.T. - Squadra Speciale Anticrimine (S.W.A.T.) – serie TV, un episodio (1976)
- Charlie's Angels – serie TV, 2 episodi (1976)
- The Oregon Trail – serie TV, un episodio (1977)
- Codice R (Code R) – serie TV, un episodio (1977)
- L'uomo di Atlantide (Man from Atlantis) – serie TV, un episodio (1977)
- Nel tunnel dei misteri con Nancy Drew e gli Hardy Boys (The Hardy Boys/Nancy Drew Mysteries) – serie TV, un episodio (1978)
- Frankie and Annette: The Second Time Around – film TV (1978)
- Peyton Place '79 – film TV (1979)
- 240-Robert – serie TV (1979)
- Doctors' Private Lives – miniserie TV (1979)
- Quincy (Quincy M.E.) – serie TV, 2 episodi (1980-1982)
- Great Performances – serie TV, un episodio (1980)
- Fantasilandia (Fantasy Island) – serie TV, 2 episodi (1981)
- Country Comes Home – film TV (1982)
- The American Adventure (1982)
- Texaco Star Theater: Opening Night – film TV (1983)

## Doppiatori italiani
- Gualtiero De Angelis in L'asso nella manica